# 907 Rhoda
A 907 Rhoda (ideiglenes jelöléssel 1918 EU) a Naprendszer kisbolygóövében található aszteroida. Max Wolf fedezte fel 1918. november 12-én.